# Antonella (telenowela)
Antonella – argentyńska telenowela z 1992 roku.

## Informacje ogólne
Telenowelę wyreżyserował Nicolás del Boca, a w głównych rolach wystąpili: jego córka Andrea del Boca oraz Gustavo Bermúdez. Scenariusz serialu napisał Enrique Torres, łącząc elementy melodramatu i komedii. Del Boca zagrała w Antonelli rolę zupełnie inną od swoich poprzednich kreacji: tym razem jej bohaterka była charyzmatyczną dziewczyną z temperamentem. Aktorka użyczyła także swoją piosenkę „Para este amor” jako motyw przewodni serialu.
Antonella zadebiutowała w Argentynie w marcu 1992 i składała się ze 165 odcinków. Cieszyła się popularnością wśród telewidzów i okazała się jednym z najchętniej oglądanych programów 1992 roku w argentyńskiej telewizji. Zdobyła też nominację do nagrody Martín Fierro w kategorii „najlepsza telenowela”, natomiast aktorzy Hilda Bernard i Osvaldo Guidi wygrali w kategoriach „najlepsza aktorka drugoplanowa” i „najlepszy aktor drugoplanowy”. Produkcja ostatecznie zdobyła nagrodę Martín Fierro dla „najlepszej telenoweli” dopiero za rok 1993.
Serial był dystrybuowany poza Argentyną w innych krajach Ameryki Południowej, a także w Hiszpanii, Europie Wschodniej i Izraelu. W 1994 roku był emitowany na antenie Rete 4 we Włoszech. W Polsce Antonella pierwszy raz emitowana była na kanale Nasza TV między majem 1998 a styczniem 1999.

## Zarys fabuły
Antonella jest wesołą dziewczyną pracującą jako klaun na przyjęciach dla dzieci, mieszkającą z przyjacielem, Carlo, którego traktuje jak ojca. Podczas jednego z jej występów poznaje Nicolása oraz jego syna o imieniu Federico. Nicolásowi podoba się Antonella i umawia się z nią na kolację. Wkrótce jednak okazuje się, że mężczyzna jest szefem jej siostry, Natalii, oraz że mają oni z sobą romans. Kiedy Antonella nakrywa ich razem, we wściekłości go policzkuje.
Nicolás zarządza rodzinną firmą, co powoduje zazdrość i nienawiść jego kuzyna, Gastóna. Kiedy Nicolás powierza Natalii pewne bardzo tajne dokumenty, Gastón zleca dwóm mężczyznom by śledzili dziewczynę i przechwycili dokumenty, które planuje on użyć przeciwko Nicolásowi. Mężczyźni wkraczają do mieszkania Natalii, lecz nie wiedzą, że wyczuwając niebezpieczeństwo, wcześniej przekazała ona dokumenty Antonelli. Postanawiają wówczas zabić dziewczynę, wyrzucając ją przez okno, i pozorują samobójstwo. Antonella nie wierzy w ten scenariusz i podejrzewa, że mordercą jest Nicolás. Zdobywa pracę w jego rodzinnym domu jako sekretarka po to by samodzielnie rozwiązać tajemnicę śmierci siostry. Tam poznaje Gastóna, a także seniorkę rodu, Lucrecię, ojca Nicolása (Facundo), żonę Gastóna (Raquel), oraz Paulę, nieślubną córkę Lucrecii, z którą nawiązuje przyjaźń. Antonella i Nicolás zakochują się w sobie, co rozwściecza Mirandę, która także kocha Nicolása i zaczyna knuć intrygi przeciwko Antonelli.

## Obsada
- Andrea del Boca jako Antonella
- Gustavo Bermúdez jako Nicolás Cornejo Mejía
- Luis Luque jako Gastón Cornejo Mejía
- Hilda Bernard jako Lucrecia Cornejo Mejía
- Jorge D'Elía jako Carlo Moricone
- Virginia Innocenti jako Miranda
- Humberto Serrano jako Facundo Cornejo Mejía
- Mimí Ardú jako Raquel
- Osvaldo Tesser jako Abelardo
- Mónica Galán jako Paula
- Osvaldo Guidi jako Arturo
- Gastón Martelli jako Lorenzo
- Diego Bozzolo jako Federico
- Vita Escardó jako Natalia